# Martin Bonnet

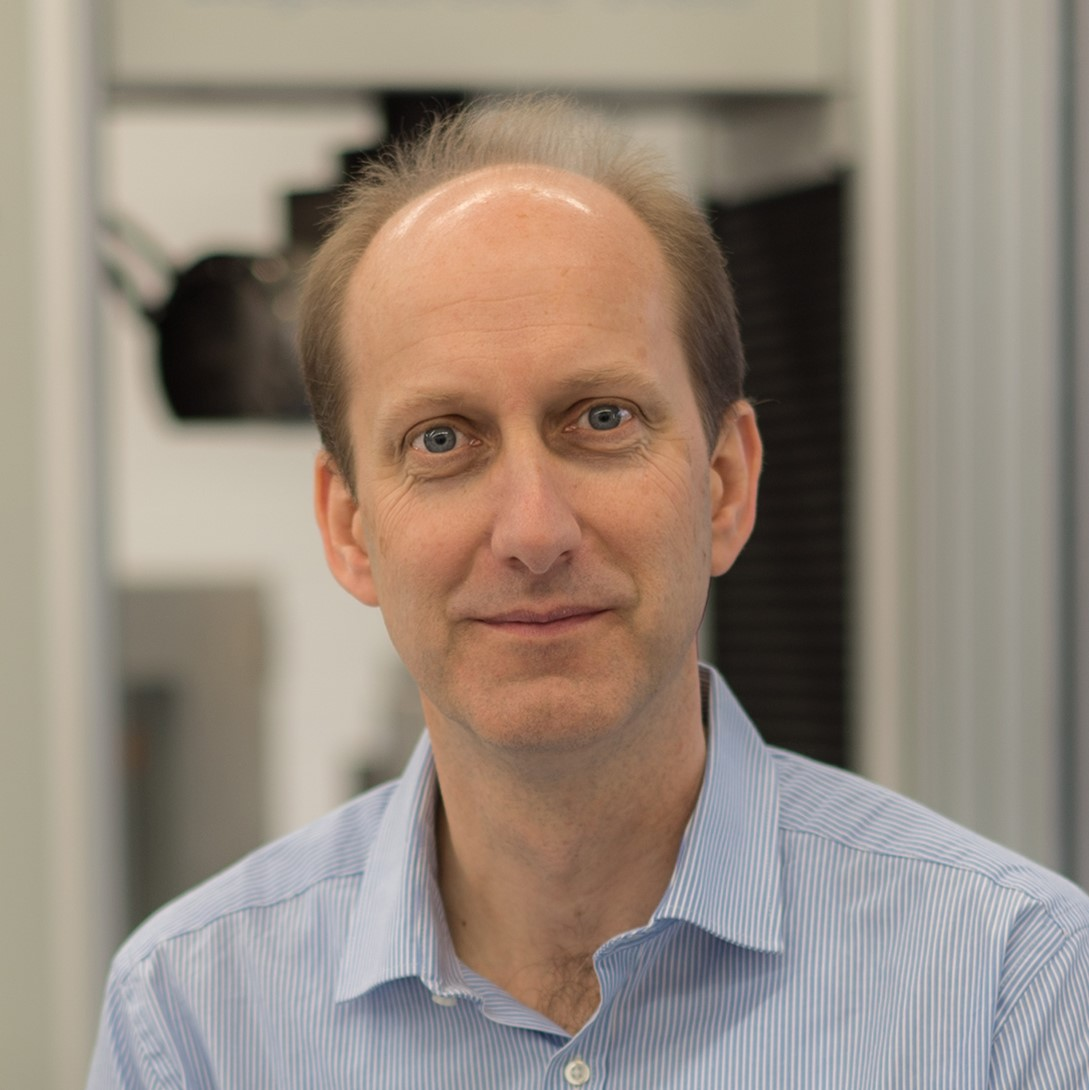
Martin Bonnet

Martin Bonnet (* 8. Dezember 1968 in Essen) ist ein deutscher Ingenieur und Professor. Er ist geschäftsführender Direktor des Instituts für Werkstoffanwendung an der Technischen Hochschule Köln und lehrt dort Werkstoffkunde.

## Beruflicher Werdegang
Im Anschluss an sein Studium der Chemietechnik (heute: Bio- und Chemieingenieurwesen) an der Technischen Universität Dortmund zum Dipl-Ing. promovierte Bonnet 1999 zum Dr.-Ing. an der dortigen Fakultät für Chemietechnik (heute: Fakultät für Bio- und Chemieingenieurwesen). Nach dem Studium war Bonnet als Führungskraft im Bereich Forschung und Entwicklung der Firma Sika-Trocal tätig.
Nach seiner Berufung zum Professor für Werkstoffkunde und Kunststoffe 2004 leitet er seit 2009 als geschäftsführender Direktor das Institut für Werkstoffanwendung an der Fakultät für Anlagen, Energie- und Maschinensysteme der TH Köln.
Bonnet ist seit 2012 als Gastprofessor am Institut für Biomechanik und Orthopädie der Deutschen Sporthochschule Köln tätig. Außerdem war er als Gastprofessor an der German-Jordanian University in Jordanien und an der Beijing University of Chemical Technology in China tätig. Bonnet ist seit 2016 aktives Mitglied der Fachgruppe Ressourcen des  Promotionskolleg NRW.
Seit 2016 führt Bonnet den YouTube-Kanal „Welt der Werkstoffe“ mit über 35.000 Abonnenten und mehr als 5 Mio. Videoaufrufen. Auf dem Kanal werden regelmäßig Lehrvideos zum Thema Werkstoffkunde und Kunststofftechnik, aber auch vereinzelt unterhaltsame und thematisch passende Videos veröffentlicht.
Martin Bonnet ist Mitglied im Netzwerk Wissenschaftsfreiheit.

## Publikationen
- Werkstoffkunde 1&2, M. Bonnet, 2021, Herausgeber: StudyHelp, ISBN 978-3947506705
- Wiley-Schnellkurs Werkstoffkunde, M. Bonnet, 2017 ISBN 9783527530236
- Kunststofftechnik, M. Bonnet, 3., überarb. u. erw. Aufl. 2016, Verlag: Springer Vieweg ISBN 978-3-658-13827-1
- Kunststofftechnik: Grundlagen, Verarbeitung, Werkstoffauswahl und Fallbeispiele, M. Bonnet, 2., überarb. u. erw. Aufl. 2014, XIII, Verlag: Springer Vieweg ISBN 978-3-658-03138-1
- Kunststoffe in der Ingenieuranwendung: verstehen und zuverlässig auswählen, M. Bonnet, 2009. XII Verlag: Vieweg+Teubner ISBN 9783834803498
- Flexidone – A New Class of Innovative PVC Plasticizers, M. Bonnet, H. Kaytan, Recent Advances in Plasticizers, Publisher: InTech, Published: March 21, 2012, Hg.: M. Luqman ISBN 978-953-51-0363-9
- Untersuchungen zum endothermen "Temperpeak" von zwei ausgesuchten Kunststoffen, M. Bonnet, K.-D. Rogausch, J. Petermann, "Anwenderseminar Dynamisch-Mechanische Analyse und Rheologie", ecomed Verlag, Landsberg 2000, 69–78, Hg.: H. Utschick, F. Soergel ISBN 3-609-68489-5

## Auszeichnungen
- Lehrpreis 2013 der TH Köln (Inverted-classroom Konzept)[3]
- Fellowship für Innovation in der Digitalen Hochschullehre, verliehen vom Stifterverband (Gamification als Serious Game)[4]
- Lehrpreisgewinner 2019 TH Köln, Gamification als Serious Game im Bachelor-Pflichtmodul „Werkstofftechnik“[5]
- Gewinner Landeslehrpreis NRW 2019 in der Kategorie Lehre an Fachhochschulen[6]
- Professor des Jahres 2021 (2. Platz in der Kategorie Ingenieurwissenschaften/Informatik)[7]